# Jean Joussellin
 (mai 2022).
La mise en forme du texte ne suit pas les recommandations de Wikipédia : il faut le « wikifier ».
Les points d'amélioration suivants sont les cas les plus fréquents. Le détail des points à revoir est peut-être précisé sur la page de discussion.
- Les titres sont pré-formatés par le logiciel. Ils ne sont ni en capitales, ni en gras.
- Le texte ne doit pas être écrit en capitales (les noms de famille non plus), ni en gras, ni en italique, ni en « petit »…
- Le gras n'est utilisé que pour surligner le titre de l'article dans l'introduction, une seule fois.
- L'italique est rarement utilisé : mots en langue étrangère, titres d'œuvres, noms de bateaux, etc.
- Les citations ne sont pas en italique mais en corps de texte normal. Elles sont entourées par des guillemets français : « et ».
- Les listes à puces sont à éviter, des paragraphes rédigés étant largement préférés. Les tableaux sont à réserver à la présentation de données structurées (résultats, etc.).
- Les appels de note de bas de page (petits chiffres en exposant, introduits par l'outil «  Source ») sont à placer entre la fin de phrase et le point final[comme ça].
- Les liens internes (vers d'autres articles de Wikipédia) sont à choisir avec parcimonie. Créez des liens vers des articles approfondissant le sujet. Les termes génériques sans rapport avec le sujet sont à éviter, ainsi que les répétitions de liens vers un même terme.
- Les liens externes sont à placer uniquement dans une section « Liens externes », à la fin de l'article. Ces liens sont à choisir avec parcimonie suivant les règles définies. Si un lien sert de source à l'article, son insertion dans le texte est à faire par les notes de bas de page.
- La présentation des références doit suivre les conventions bibliographiques. Il est recommandé d'utiliser les modèles {{Ouvrage}}, {{Chapitre}}, {{Article}}, {{Lien web}} et/ou {{Bibliographie}}. Le mode d'édition visuel peut mettre en forme automatiquement les références.
- Insérer une infobox (cadre d'informations à droite) n'est pas obligatoire pour parachever la mise en page.

Pour une aide détaillée, merci de consulter Aide:Wikification.
Si vous pensez que ces points ont été résolus, vous pouvez retirer ce bandeau et améliorer la mise en forme d'un autre article.
 (mai 2022).
Pour les articles homonymes, voir Jousselin.
Jean Joussellin, né le 2 novembre 1903 et mort le 7 juin 1980, est un pasteur et responsable des Éclaireuses et Éclaireurs unionistes de France.

## Biographie
Il a été éclaireur à La Rochelle et s’est illustré par un record au 400 mètres (une minute 7 secondes) le 26 mai 1918.
Commissaire dans les années 1930, il participa notamment au jamboree de Gödöllő en 1933. En 1938, il est commissaire national adjoint des EUF, puis Secrétaire Général par Intérim lors de la mobilisation. En 1940, il devient chef du service de la formation des cadres à Vichy mais assure surtout la fonction de commissaire EUF pour la zone occupée.
En mai 1941, il devient pasteur de la Maison Verte, rue Marcadet à Paris 18e. De cette base, il crée en 1943 avec la cheftaine éclaireuse Renée David, sa future seconde épouse, le CPCV (Comité protestant des colonies de vacances) qui permet notamment de couvrir le sauvetage de 85 enfants juifs cachés à Cappy. Il sera fait « Juste entre les Nations » en 1980.
De 1945 à 1948, il est secrétaire général du Scoutisme Français et participe à ce titre à l’organisation du Jamboree mondial de 1947 en 1947. Au début des années 60, il est commissaire National de son mouvement.

## Publications
- Jean Joussellin, Nos Éclaireurs et Dieu, juillet 1931étude en cinq parties publiée dans Le lien
- Jean Joussellin, Scoutisme, éveilleur d’âmes, Paris, Je sers, 1932
- Jean Joussellin, Un scoutisme pour aujourd’hui', Ruffec, Éclaireurs Unionistes de France, 1967Imprimerie Lorelle
- Jean Joussellin, Présence de l’islam, Paris, Société des Missions Évangéliques, 1940
- Jean Joussellin, Saint Paul et ses compagnons, Paris, Conseil Protestant de la Jeunesse, 1942
- Jean Joussellin, Jeunesse, fait social méconnu, Toulouse, éditions Privat, 1959
- Jean Joussellin, Tendances nouvelles des organisations de jeunesse, UNESCO, 1960édition française, anglaise et espagnol
- Jean Joussellin, Les loisirs, signes et antidotes de la civilisation moderne, 1962
- Jean Joussellin, Civisme et insertion sociale, Toulouse, éditions Privat, 1962traduction en catalan
- Jean Joussellin, Pédagogie du civisme, Toulouse, éditions Privat, 1963
- Jean Joussellin, Une nouvelle jeunesse française, Toulouse, éditions Privat, 1966
- Jean Joussellin, Une culture pour aujourd’hui, 1966
- Lionel Christien, Une présence chrétienne au risque de la Révolution nationale ? Jean Joussellin et le secrétariat général à la Jeunesse en zone occupée, 1er août 1940 - 6 mai 1941 dans l’ouvrage collectif Arnaud Baubérot et Nathalie Duval (dir.), Le scoutisme entre guerre et paix au XXe siècle, Paris, l’Harmattan, coll. « Jeunesse, scoutisme, société », 2006, 244 p. (ISBN 2-2960-0605-1)
- Pierre Bolle, dans l’ouvrage collectif André Encrevé (dir), Dictionnaire du monde religieux dans la France contemporaine, vol. 5 : Les protestants, Paris, éditions Beauchesne, 1993, 534 p. (ISBN 2-7010-1261-9), p. 268-269